# Mathieu Burgaudeau
Mathieu Burgaudeau (født 17. november 1998 i Noirmoutier-en-l'Île) er en cykelrytter fra Frankrig, der er på kontrakt hos Team TotalEnergies.